# Aromobates capurinensis
Espèce
Synonymes
- Colostethus capurinensis Péfaur, 1993

Statut de conservation UICN

 DD  : Données insuffisantes
Aromobates capurinensis est une espèce d'amphibiens de la famille des Aromobatidae.

## Répartition
Cette espèce est endémique de l'État de Mérida au Venezuela. Elle se rencontre de 2 350 à 2 700 m d'altitude dans la cordillère de Mérida.

## Publication originale
- Péfaur, 1993 : Description of a new Colostethus (Dendrobatidae) with some natural history comments on the genus in Venezuela. Alytes (Paris), vol. 11, no 3, p. 88-96.